# Blastenia
Blastenia is een geslacht van korstmossen behorend tot de familie Teloschistaceae. Het geslacht werd beschreven door Italiaan Abramo Bartolommeo Massalongo en in 1852 voor het eerst wetenschappelijk geldig gepubliceerd. Soorten uit het geslacht komen wereldwijd voor.

## Soorten
Volgens Index Fungorum bevat het geslacht 29 soorten (peildatum december 2023):
| Soortnaam                                | Auteur(s)                                      | Publicatiejaar |
| ---------------------------------------- | ---------------------------------------------- | -------------- |
| Blastenia afroalpina                     | Vondrák                                        | 2019           |
| Blastenia ammiospila                     | (Wahlenb. ex Ach.) Arup, Søchting & Frödén     | 2013           |
| Blastenia anatolica                      | Halıcı, Arup & Vondrák                         | 2019           |
| Blastenia carnella                       | (Nyl.) Müll. Arg.                              | 1889           |
| Blastenia catalinae                      | (H. Magn.) E.D. Rudolph                        | 2015           |
| Blastenia caucasica                      | I.V. Frolov & Vondrák                          | 2019           |
| Blastenia circumpolaris                  | Søchting, Frödén & Arup                        | 2013           |
| Blastenia coralliza                      | (Arup & Åkelius) Arup, Søchting & Frödén       | 2013           |
| Blastenia crenularia (Rood dijkzonnetje) | (With.) Arup, Søchting & Frödén                | 2013           |
| Blastenia endochromoides                 | Müll. Arg.                                     | 1894           |
| Blastenia ferruginea (Rood boomzonnetje) | (Huds.) A. Massal.                             | 1852           |
| Blastenia festivella                     | (Nyl.) Vondrák                                 | 2019           |
| Blastenia furfuracea                     | (H. Magn.) Arup, Søchting & Frödén             | 2013           |
| Blastenia gennargentuae                  | Vondrák                                        | 2019           |
| Blastenia hungarica                      | (H. Magn.) Arup, Søchting & Frödén             | 2013           |
| Blastenia keroblasta                     | Zahlbr.                                        | 1906           |
| Blastenia lauri                          | Vondrák                                        | 2019           |
| Blastenia macquariensis                  | C.W. Dodge                                     | 1968           |
| Blastenia monticola                      | Arup & Vondrák                                 | 2019           |
| Blastenia palmae                         | Vondrák                                        | 2019           |
| Blastenia psychrophila                   | Halıcı & Vondrák                               | 2019           |
| Blastenia pulcherrima                    | Müll. Arg.                                     | 1888           |
| Blastenia purpurea                       | Vondrák                                        | 2019           |
| Blastenia relicta                        | Arup & Vondrák                                 | 2019           |
| Blastenia remota                         | Obermayer & Vondrák                            | 2019           |
| Blastenia scabrosa                       | (Søchting, Lorentsen & Arup) S.Y. Kondr. & Hur | 2014           |
| Blastenia subathallina                   | (H. Magn.) Arup & Vondrák                      | 2019           |
| Blastenia subochracea                    | (Wedd.) Arup, Søchting & Frödén                | 2013           |
| Blastenia xerothermica                   | Vondrák, Arup & I.V. Frolov                    | 2019           |